# Dermatocarpon linkolae
Dermatocarpon linkolae är en lavart som beskrevs av Veli Johannes Paavo Bartholomeus Räsänen. Dermatocarpon linkolae ingår i släktet Dermatocarpon, och familjen Verrucariaceae. Arten är reproducerande i Sverige.